# Municipalità di Terjola
La municipalità di Terjola (in georgiano თერჯოლის მუნიციპალიტეტი?) è una municipalità georgiana dell'Imerezia.
Nel censimento del 2002 la popolazione si attestava a 45.496 abitanti. Nel 2014 il numero risultava essere 35.563.
La cittadina di Terjola è il centro amministrativo della municipalità, la quale si estende su un'area di 357 km².

## Popolazione
Dal censimento del 2014 la municipalità risultava costituita al 99,7% da persone di etnia georgiana.

## Luoghi d'interesse
- Fortezza di Skanda